# Jacques Dubochet
Jacques Dubochet (ur. 8 czerwca 1942 w Aigle) – szwajcarski biofizyk. Razem z Joachimem Frankiem i Richardem Hendersonem otrzymał w 2017 roku Nagrodę Nobla w dziedzinie chemii za opracowanie kriomikroskopii elektronowej wysokiej rozdzielczości do ustalania struktury biocząsteczek w roztworze.

## Życiorys
Jacques Dubochet urodził się i wychowywał w południowo-zachodniej Szwajcarii. W młodości zdiagnozowano u niego dysleksję - był to pierwszy udokumentowany przypadek w kantonie Vaud. Studiował na Politechnice w Lozannie, którą ukończył w 1967 roku, uzyskując dyplom inżyniera fizyki. Ponieważ interesowała go biologia, kontynuował edukację w Laboratorium Biofizyki na Uniwersytecie Genewskim.
W 1969 roku uzyskał dyplom w dziedzinie biologii molekularnej na Uniwersytecie Genewskim, po czym skoncentrował się na obserwacjach DNA przy użyciu mikroskopii elektronowej. Zajmował się między innymi wykorzystaniem techniki ciemnego pola. W 1973 roku uzyskał doktorat z biofizyki Uniwersytecie Genewskim i Uniwersytecie w Bazylei.
Pracował w Biozentrum na Uniwersytecie w Bazylei, a w 1978 roku przeniósł się do Europejskiego Laboratorium Biologii Molekularnej (European Molecular Biology Laboratory - EMBL).
Przy prowadzeniu obserwacji z użyciem mikroskopów elektronowych, Dubochet zetknął się z problemem zniekształcania obrazu przez cząsteczki wody występujące naturalnie w materiałach biologicznych. W warunkach próżni podczas pomiaru, preparaty ulegały dehydratacji, co niszczyło ich strukturę. Dubochet podjął próby obrazowania preparatów po ich uprzednim zamrożeniu. Wraz z Alasdairem McDowallem testowali metody schładzania cząsteczek wody, na tyle szybkiego, aby nie zdążyły skrystalizować. Sukces uzyskali po naniesieniu próbki na metalową siatkę, którą następnie zanurzali w etanie schłodzonym za pomocą ciekłego azotu do temperatury ok. -190 °C. W tych warunkach woda ulegała witryfikacji wokół próbki, tworząc cienką błonę na siatce. Praca Dubocheta i McDowalla opisująca ich badania została opublikowana w 1981 roku,  stając się podstawą kriomikroskopii elektronowej.
W latach 1987-2007 był profesorem w Zakładzie Analizy Ultrastrukturalnej na Uniwersytecie w Lozannie. W 2007 roku przeszedł na emeryturę.
Za "opracowanie kriomikroskopii elektronowej wysokiej rozdzielczości do ustalania struktury biocząsteczek w roztworze" Jacques Dubochet został w 2017 roku, razem z Richardem Hendersonem i Joachimem Frankiem, wyróżniony nagrodą Nobla w dziedzinie chemii.

## Życie prywatne
Żona Jacquesa Dubocheta, Christine jest historykiem sztuki, spotkali się podczas protestów przeciwko budowie elektrowni atomowej w pobliżu Bazylei, mają dwoje dzieci: syna Gillesa i córkę Lucy.